# Matola
Matola é uma cidade e município moçambicano, capital da província de Maputo; e é também um distrito, uma unidade administrativa local do Estado central moçambicano criada em 2013 e que coincide geograficamente com o município.
Tem limite a noroeste e a norte com o distrito de Moamba, a oeste e sudoeste com o distrito de Boane, a sul e a leste com a cidade de Maputo e a nordeste com o distrito de Marracuene. O município tem uma área de 373 km². A sua população é, de acordo com os resultados do censo de 2017, de 1.032.197 tornando-se na segunda maior cidade moçambicana depois de Maputo.
Devido ao seu dinamismo económico e demográfico, a Matola foi elevada à categoria de cidade B em 2 de Outubro de 2007, estatuto que partilha com a Beira e Nampula
Note-se que «Matola» é também o nome de um pequeno rio que desagua na Baía de Maputo através de um estuário comum a outros dois (o Umbeluzi e o Tembe).

## Etimologia
O nome Matola provém de Matsolo, povo banto que se fixou na região a partir do século II.

## História

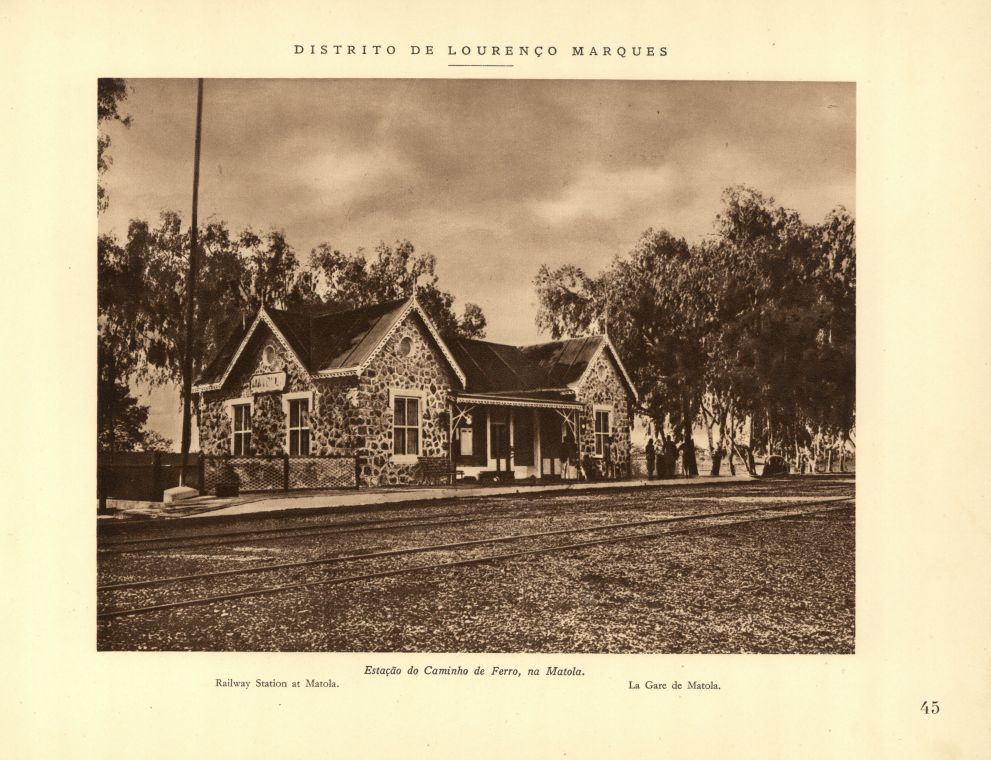
Estação Ferroviária da Matola, em 1929.

Entre os séculos II e IV os Matsolo, um povo bantu fixou-se na área do actual município. Aliás, o seu domínio era bastantes extenso, incluindo uma área que ia até à Namaacha.
Em 1895 a área da Matola é incluída na 1ª Circunscrição Civil de Marracuene, no então Distrito de Lourenço Marques, quando Moçambique era colónia portuguesa. A povoação foi criada pela portaria nº 928 de 12 de Outubro de 1918.
Ainda integrado na Circunscrição de Marracuene, o "Posto Administrativo da Matola" foi criado a 17 de Novembro de 1945, abarcando três centros populacionais: Boane, Machava e Matola Rio. Os progressos registados levaram à emancipação municipal, criando-se o "Concelho da Matola" em 5 de Fevereiro de 1955 e a consequente Câmara Municipal da Matola para a reger.
Uma portaria de 20 de Abril de 1968 determinou que a então Vila da Matola se passasse a denominar "Vila Salazar", em homenagem ao presidente do Conselho de Ministros de Portugal, António de Oliveira Salazar. Eugénio Castro Spranger foi o primeiro presidente da câmara, sucedido por Abel Baptista que impulsionou um processo de urbanização do concelho iniciando, já em 1963, a construção do Cemitério da Matola, a residência oficial do presidente da Câmara Municipal e os Paços do Concelho. Paralelamente, constroem-se a Igreja Paroquial de São Gabriel, o Cinema de São Gabriel, a Escola Primária Paula Isabel, a Escola de Santa Maria, a Escola do Dr. Rui Patrício e a Missão de Liqueleva. Mais tarde, são estabelecidas as Escolas Secundárias da Matola e da Machava, a Escola Industrial da Matola e o Cinema 700. Na zona industrial, estabelecem-se fábricas de cimento, a CIM, o complexo mineiro dos CFM, a Shell Company e a Caltex. O crescimento do fluxo diário de pessoas entre as então Vila Salazar e Lourenço Marques (hoje Maputo) levou à criação da Companhia de Transportes de Moçambique. No início da década dos 70, a indústria expande-se para a Machava e implantam-se novos bairros, como o do Fomento e o da Liberdade.
Em 1967, Abel Baptista retira-se e sucede-lhe Fausto Leite de Matos. Através de uma portaria de 5 de Fevereiro de 1972, a vila ascende a cidade, passando a chamar-se "Cidade Salazar". No ano seguinte, implantam-se novos bairros na Machava e regista-se um significativo aumento da densidade populacional em áreas que até aí tinham características rurais: Khongolote, Bunhiça e Sikwama.
Com a independência do país, a 25 de Junho de 1975, recupera-se o nome original, passando a denominar-se "Cidade da Matola". A Câmara Municipal passou a ser dirigida por um presidente nomeado pelo Governo de Moçambique, o primeiro dos quais foi Rogério Daniel Ndzawana. O sistema de funcionamento da câmara não se alterou substancialmente, se bem que passou a ser dada mais atenção às populações dos bairros mais necessitados, sobretudo na construção de fontanários de água.
A Câmara Municipal, autónoma, considerada uma herança do sistema colonial, foi abolida em 1978 e substituída por um Conselho Executivo nomeado pelo governo central.
Em 1980, por resolução da então Assembleia Popular (hoje, Assembleia da República), a Matola perdeu a sua autonomia territorial ao ser integrada na cidade de Maputo, formando o "Grande Maputo", o que paralisou o processo de desenvolvimento da cidade. Esta medida é revertida em 1988, quando a Matola é desanexada da cidade Maputo (que adquire o estatuto de província). Ao mesmo tempo a Matola torna-se a capital da Província de Maputo. António Thuzine é o novo Presidente do Conselho Executivo.
Com o processo de democratização do país, abriram-se as portas para a restauração do estatuto municipal. A criação de municípios foi fundamentada na Constituição da República de Moçambique de 1990 e a Lei nº 2/97, de 18 de fevereiro, criou o quadro jurídico para a criação das autarquias locais.. O município foi, assim, transformado em autarquia e no seguimento das primeiras eleições autárquicas, realizadas a 30 de Junho de 1998, foram instalados os novos órgãos de poder local: a Assembleia Municipal e o Conselho Municipal.

## Geografia

### Demografia
De acordo com os resultados finais do Censo de 2017, a cidade da Matola tem 1 032 197 habitantes, fazendo dela a segunda maior cidade de Moçambique, ficando atrás somente  da cidade de Maputo, a capital e maior cidade do país,  e uma área de 373km², e, portanto, uma densidade populacional de 2 767 habitantes por km². Quando ao género, 53,4% da população era do sexo feminino e 46,6% do sexo masculino.
O valor de 2017 representa um aumento de 360 641 habitantes ou 53,7% em relação aos 671 556 residentes registados no censo de 2007.
| 1980    | 1997    | 2007    | 2017      |
| 201 165 | 424 662 | 671 556 | 1 032 197 |

Apesar do rápido processo de urbanização, em 2009  ainda só 39% da população da Matola vivia na zona urbana, 14% na zona rural e os restantes 47% na zona peri-urbana ou suburbana. O dinamismo económico aliado à disponibilidade de terra urbanizável levou a que a população do município fosse estimada em 827 mil habitantes no início de 2013, podendo mesmo chegar ao milhão antes do final do ano.

#### Grupos étnicos e línguas
A Matola é caracterizada por uma miscelânea de grupos étnicos. A etnia nativa desta região é a dos rongas, pertencentes ao grande grupo dos tsongas, mas existem ainda os chopes, os bitongas e os tswas (ou tsuas).
Quanto às línguas faladas, o chiTsonga é predominante nesta região, seguido pela língua portuguesa, falada principalmente nas zonas urbanas e semi-urbanas. São faladas também o xiChope, o biTonga e o xiTswa.

### Subdivisões
O município da Matola está dividido em três postos administrativos, compostos pelos seguintes bairros.
| Posto Administrativo | Bairros |
| -------------------- | --- |
| Infulene             | Zona Verde, Ndlavela, Infulene D, T-3, Acordos de Lusaka, Vale do Infulene, Khongolote, Intaca, Muhalaze, 1º de Maio, Boquisso A, Boquisso B, Mali, Mukatine, e Ngolhoza |
| Machava              | Infulene, Unidade A, Trevo, Patrice Lumumba, Machava Sede, São Damaso, Bunhiça, Tsalala, km-15, Mathlemele, Cobe, Matola Gare, e Singathela                              |
| Matola Sede          | Matola A, Matola B, Matola C, Matola D, Matola F, Matola G, Matola H, Matola J, Fomento, Liberdade, Mussumbuluco, Malhampsene, Tchumene e Sikwama                        |

No quadro da transferência de competências da administração central do estado para a as autarquias, o município da Matola assumiu, em Setembro de 2012, a gestão dos serviços primários de educação e saúde.

## Política e governo
A autarquia da Matola é dirigida desde Novembro de 1998 por um Conselho Municipal, órgão executivo colegial constituído por um presidente eleito por voto direto para um mandato de cinco anos e por vereadores por ele designados. O governo é monitorizado por uma Assembleia Municipal, composta por vereadores também eleitos por voto direto.
O primeiro presidente do Conselho Municipal da Matola foi Carlos Almerindo Filipe Tembe, eleito nas primeiras eleições autárquicas de 1998 para suceder a António Thuzine, sendo reeleito em 2003. O seu falecimento súbito em Dezembro de 2007 levou à sua substituição pela presidente da Assembleia Municipal, Maria Vicente, em 10 de Janeiro de 2008. Eleito nas eleições autárquicas de 2008, Arão Nhancale tomou posse em 5 de Fevereiro de 2009 como novo presidente do Conselho Municipal. Invocando razões pessoais, Nhancale viria a renunciar do cargo, sendo substituído interinamente pelo presidente da Assembleia Municipal, António Matlhava, em 15 de Maio de 2013.. Nas eleições autárquicas de 2013 é eleito Calisto Cossa, que toma posse em 7 de Fevereiro de 2014. Calisto Cossa foi reeleito nas eleições autárquicas de 2018, um resultado envolto em alguma controvérsia.
| Início do mandato      | Presidente do Conselho Municipal (Eleito) | Partido |
| ---------------------- | ----------------------------------------- | ------- |
| 27 de Novembro de 1998 | Carlos Almerindo Filipe Tembe (eleito)    | Frelimo |
| 19 de Novembro de 2003 | Carlos Almerindo Filipe Tembe (releito)   | Frelimo |
| 10 de Janeiro de 2008  | Maria Vicente (interina)                  | Frelimo |
| 5 de Fevereiro de 2009 | Arão Nhancale (eleito)                    | Frelimo |
| 15 de Maio de 2013     | António Matlhava (interino)               | Frelimo |
| 7 de Fevereiro de 2014 | Calisto Cossa (eleito)                    | Frelimo |
| 7 de Fevereiro de 2019 | Calisto Cossa (reeleito)                  | Frelimo |
| 7 de Fevereiro de 2024 | Júlio José Parruque (eleito)              | Frelimo |

Em novembro de 1996 o município português de Loures e a cidade de Matola assinaram um protocolo de geminação e acordo de cooperação com fundamento no uso comum da língua portuguesa.
Em Outubro de 2020 entrou em funcionamento o novo edifício do Conselho Municipal, o qual centraliza serviços que estavam dispersos em várias localizações. O novo edifício, oficialmente inaugurado em 13 de Junho de 2022, substitui o anterior, mais pequeno, que tinha sido inaugurado em 1963.

## Economia
A indústria é base da economia do município da Matola, o qual possui o maior parque industrial do país, concentrando cerca de 60% da indústria nacional. As mais de 500 unidades industriais que constituem este parque têm um alto grau de diversificação, que vai dos agro-industriais às confecções metálomecânicas e aos materiais de construção. O desenvolvimento da cidade esteve sempre ligado à relação comercial entre Moçambique e a África do Sul, da qual são exemplos o Porto de Maputo-Matola, componente do Corredor de Maputo.

## Infraestrutura

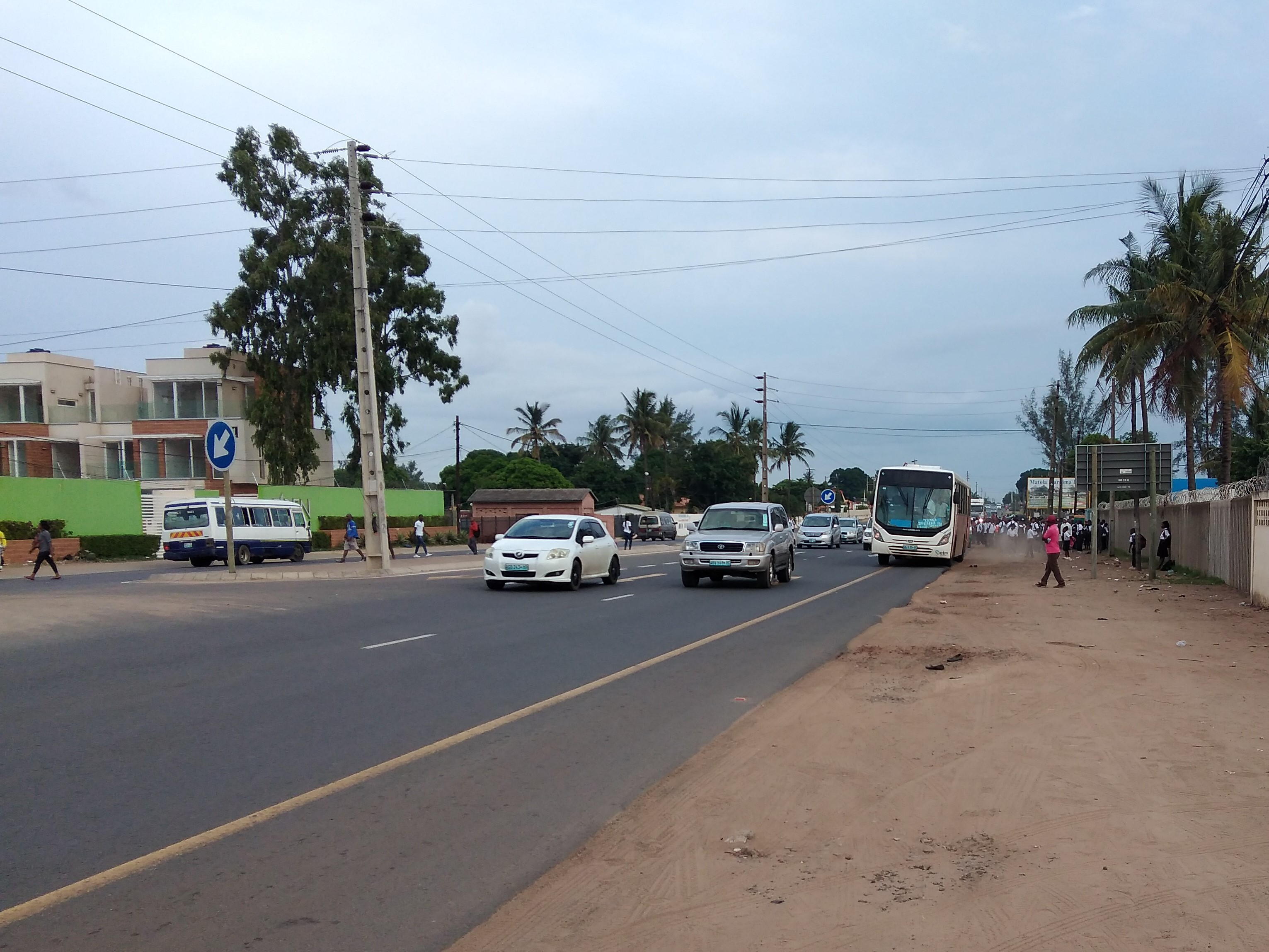
Uma avenida na Matola, em 2020.

### Transportes
A mais vital infraestrutura logística da Matola é o Porto de Maputo-Matola, que forma um extenso complexo com os portos da capital, especializado no embarque e desembarque de componentes industriais e agrícolas. Há também nas docas grandes unidades de armazenamento de hidrocarbonetos..
O porto de Maputo-Matola detém grande importância graças à rede de transportes que o abastece, que inclui o Caminho de Ferro de Ressano Garcia e o Caminho de Ferro de Goba. A cidade ainda dispõe de uma relativa rede de transportes com a rodovia N4 (de conexão com a África do Sul, a rodovia N2 (de conexão com o Essuatíni) e a R807 (de acesso à Moamba).

### Educação
Matola sedia uma instituição de ensino superior, o Instituto Superior de Estudos de Defesa Tenente-General Armando Emílio Guebuza (ISEDF); além de dispor de campus universitário do Instituto Superior de Artes e Cultura (ISArC).

## Cultura e lazer

### Desportos
Um dos principais estádios de Moçambique, o Estádio da Machava, do Ferroviário de Maputo, com capacidade para 60.000 pessoas; encontra-se localizado no município da Matola.
A Associação Black Bulls é o principal clube da cidade e participa no Moçambola, a principal competição de futebol do país, tendo vencido a prova no seu ano de estreia, em 2021.